# Лилье, Владимир Константинович
Владимир Константинович Лилье́ — советский хозяйственный, государственный и политический деятель.

## Биография
Родился в 1907 году. Член ВКП(б).
С 1928 года — на хозяйственной, общественной и политической работе. В 1929—1967 годах — ответственный инженерный работник на предприятиях оборонной промышленности в Москве и Ленинграде, главный технолог завода № 530, главный технолог завода № 571, конструктор завода № 4 имени Калинина, начальник конструкторской группы, заместитель начальника отделения ВНИИЭФ, начальник конструкторского отдела ВНИИА.
Умер после 1967 года.

## Награды и премии
- Сталинская премия третьей степени (1946) — за создание нового типа минного взрывателя
- Сталинская премия третьей степени (1953) — за разработку конструкции основных узлов изделий РДС-6с, РДС-4 и РДС-5